# Club Patí Congrés
El Club Patí Congrés és l'entitat exclusivament dedicada a l'hoquei patins i al patinatge artístic sobre rodes més antiga de la ciutat de Barcelona.
Com que els anys anaven passant i la instal·lació no arribava, el club va fer gestions davant del Districte de Sant Andreu i l'Institut Barcelona Esports (IBE) per a trobar una solució i aquesta va ser el compromís de construir una coberta lleugeraprovisional en una de les dues pistes, que després d'engegar a finals de 2013 la campanya ‘Salvem el CP Congrés' va ser una realitat el 13 de setembre de 2014, quan va ser inaugurada.